# Pătrângeni, Alba

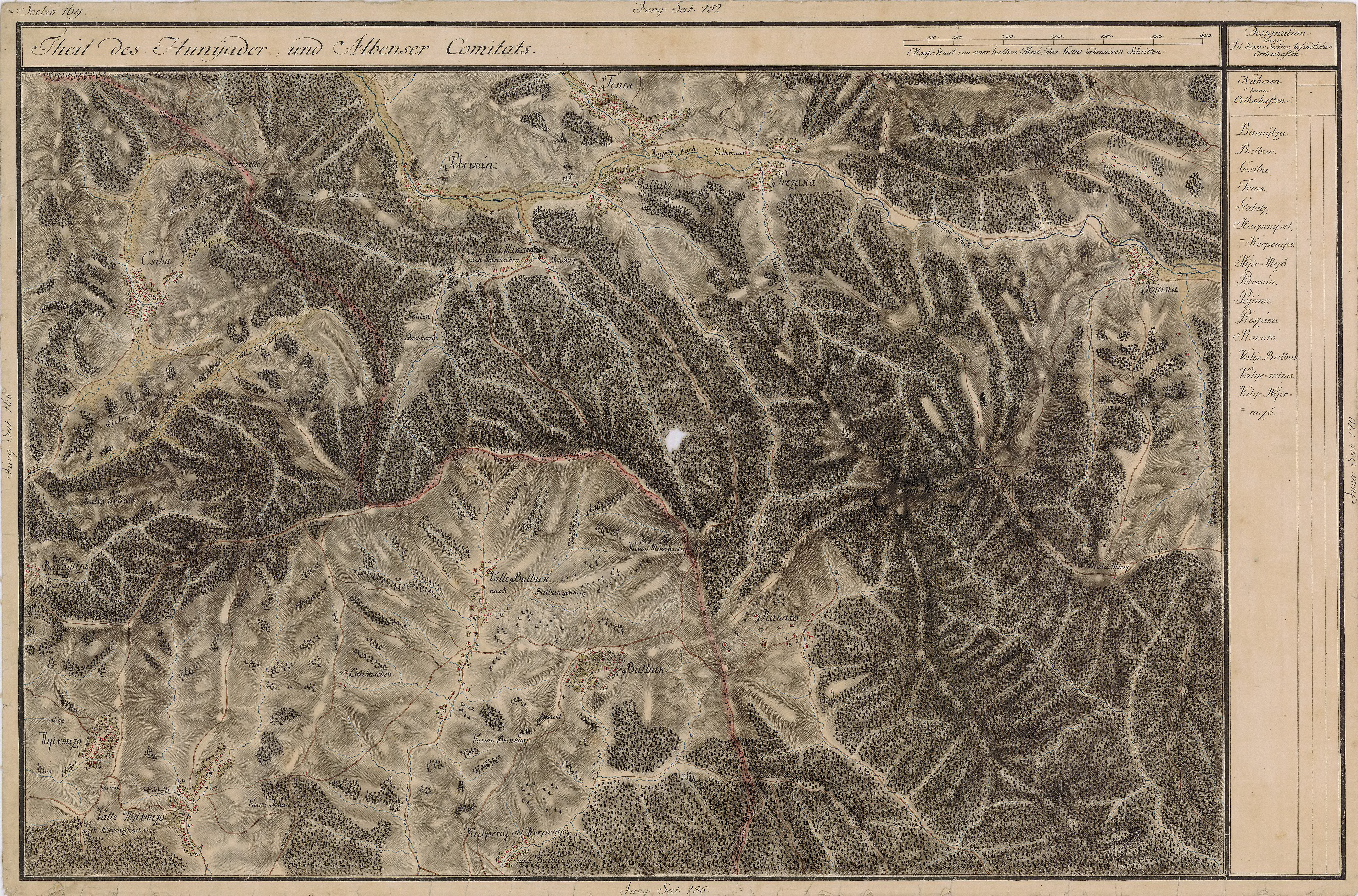
Pătrângeni în Harta Iosefină a Transilvaniei, 1769-1773

Pătrângeni este un sat ce aparține orașului Zlatna din județul Alba, Transilvania, România.
Este așezat în partea de răsărit a orașului Zlatna, la o distanță de circa 3 km, pe lunca râului Ampoi, în vatra vechiului oraș-municipiu Ampelum.

## Etimologie
În timp, de la atestarea documentară, sursele amintesc localitatea sub mai multe denumiri care, în fond, exprimă același nume, toate având rădăcina latinescului petra, însemnând stâncă, piatră. Astfel, pornind de la "Conscripția episcopului Inochentie Micu din 1733" întâlnim localitatea sub denumirea de Petreselyem; Perinscheni - 1750; Petrujen - 1766; Petrozsan - 1805; Petroseny - 1900; Pătrângeni - 1920.

## Așezare
Întinzându-se spre vest până la Podul lui Paul (limita cu orașul Zlatna), spre est până la pădurea Negraia, în vecinătatea satului Valea Mică, iar la sud până la poalele Jidovului, satul stăpânește întreaga arie de întindere a străvechiului Ampelum și se crede că multe din monumentele epigrafice și sculpturale se mai află încorporate în fundațiile locuințelor sătenilor și ale bisericilor.

## Lăcașuri de cult
- Biserica Ortodoxă.
- Mănăstirea "Buna Vestire”, Negraia.